# 朱古
朱古（法語：Djougou）是贝宁西北部的最大城市，人口超过17万。
9°42′N 1°40′E / 9.700°N 1.667°E